# White Light (album de The Corrs)
Pour les articles homonymes, voir White Light.
Albums de The Corrs
The Works
(2006) Jupiter Calling
(2017)
White Light est le 6e album studio du groupe The Corrs. Il est sorti le 27 novembre 2015 en Grande-Bretagne.

## Liste des titres
1. I Do What I Like - 3:36
2. Bring On The Night - 4:16
3. White Light - 3:15
4. Kiss of Life - 3:58
5. Unconditional - 3:54
6. Strange Romance 3:40
7. Ellis Island - 5:03
8. Gerry's Reel - 3:20
9. Stay - 3:08
10. Catch Me When I Fall - 5:28
11. Harmony - 4:34
12. With Me Stay - 3:42